# Prospalta inexacta
Prospalta inexacta är en fjärilsart som beskrevs av Walker 1865. Prospalta inexacta ingår i släktet Prospalta och familjen nattflyn. Inga underarter finns listade i Catalogue of Life.